# CHON
CHON je mnemonični akronim za štiri najbolj pogoste kemične elemente živih organizmov: ogljik (C), vodik (H), kisik (O) in dušik (N). Akronim CHNOPS označuje šest najbolj pomembnih kemičnih elementov, katerih kovalentne kombinacije gradijo največ bioloških molekul na Zemlji; ogljik (C), vodik (H), dušik (N), kisik (O), fosfor (P) in žveplo (S). Vsi omenjeni elementi sodijo med nekovine.
| Element    | Delež v rastlinah [%] | Delež v živalih [%] | V biomolekulah                                                  |
| ---------- | --------------------- | ------------------- | --------------------------------------------------------------- |
| Ogljik (C) | 12                    | 19                  | Del ogljikohidratov, lipidov, nukleinskih kislin in beljakovin. |
| Vodik (H)  | 10                    | 10                  | Del ogljikohidratov, lipidov, nukleinskih kislin in beljakovin. |
| Dušik (N)  | 1                     | 4                   | Del nukleinskih kislin in beljakovin.                           |
| Kisik (O)  | 77                    | 63                  | Del ogljikohidratov, lipidov, nukleinskih kislin in beljakovin. |
| Fosfor (P) | <1                    | <1                  | Del lipidov in nukleinskih kislin.                              |
| Žveplo (S) | <1                    | <1                  | Del beljakovin.                                                 |

V človeškem telesu ogljik, vodik, kisik in dušik zavzemajo kar 96 % telesne mase, medtem ko drugi kemični elementi (makrominerali) in elementi v sledovih sestavljajo preostanek.
Žveplo gradi aminokislini cistein in metionin. Fosfor je del fosfolipidov, razreda lipidov, ki predstavljajo glavno sestavino celičnih membran, organiziranih v obliki lipidnega dvosloja. Fosfolipidni dvosloj celici omogoča nadzor nad prehajanjem ionov, beljakovin in drugih molekul, ki jih potrebuje za svoje delovanje. Fosfatne skupine so poleg tega ključna komponenta ogrodja nukleinskih kislin (skupni, generični izraz za DNK in RNK) in surovina, potrebna za gradnjo adenozina trifosfata, ATP – glavne molekule, ki se v celicah vseh živih organizmov uporablja kot vir energije.
Asteroidi tipa C so bogati z elementi akronima CHON. Ti asteroidi veljajo za najpogostejši tip, v obliki meteoritov pa mnogokrat prihajajo v stik z Zemljo. Tovrstne kolizije so bile še posebej pogoste v zgodnjih fazah Zemljine geološke zgodovine in predvideva se, da naj bi igrale pomembno vlogo pri nastajanju planetovih oceanov.
Med najenostavnejše spojine, ki vsebujejo vse elemente akronima CHON, spadajo izomeri cianska (HOCN), izocianska (HNCO), fulminska (HCNO) in izofulminska kislina (HONC), pri čemer ima vsaka točno en atom teh štirih elementov.